# 林召棠故居
林召棠故居，位于中国广东省湛江市吴川市吴阳镇拱门村，为吴川市的一个市级文物保护单位，类型为古建筑，公布时间为1983年10月19日。
林召棠故居的历史年代为清代。